# Уэст, Клодин
А́йви Клоди́н Уэст (англ. Ivy Claudine West), урождённая — Го́дбер (англ. Godber; 16 января 1884, Ноттингем, Ноттингемшир, Англия, Великобритания — 11 апреля 1943, Беверли-Хиллз, Калифорния, США) — британская писательница, драматург и сценаристка. Лауреат премии «Оскар» (1943) в номинации «Лучший сценарий» за фильм «Миссис Минивер» (1942), а также дважды номинантка на премию (1940, 1943) в той же номинации за фильмы «До свиданья, мистер Чипс» (1939) и «Плоды случайности» (1942), соответственно.

## Биография и карьера
Айви Клодин Уэст, урождённая Годбер, родилась 16 января 1884 года в Ноттингеме (графство Ноттингемшир, Англия, Великобритания).
Она переехала в Голливуд в 1929 году и работала над многими фильмами в MGM, в том числе над некоторыми из их крупнейших картин конца 1930-х и начала 1940-х годов. Многие фильмы, над которыми она работала, были на британскую тему, такие как «До свиданья, мистер Чипс» и «Белые скалы Дувра».
В 1942 году Уэст получила «Оскар» в качестве одного из сценаристов знаменитой драмы о Второй мировой войне «Миссис Минивер».
Оставшись вдовой, Уэст скончалась 11 апреля 1943 года в Беверли-Хиллз (штат Калифорния, США) на 60-м году жизни.

## Избранная фильмография
- 1931 — «Гвардеец» / The Guardsman
- 1932 — «Отсроченный платёж» / Payment Deferred
- 1932 — «Королева Кристина» / Queen Christina
- 1934 — «Барретты с Уимпоул-стрит» / The Barretts of Wimpole Street
- 1938 — «Мария-Антуанетта» / Marie Antoinette
- 1939 — «До свиданья, мистер Чипс» / Goodbye, Mr. Chips
- 1942 — «Миссис Минивер» / Mrs. Miniver
- 1943 — «Вечность и один день» / Forever and a Day